# Cucina del Maranhão
La cucina del Maranhão  è l'espressione dell'arte culinaria dell'omonimo stato brasiliano nata dall'incontro tra etnie indigene, africane e dai portoghesi. Ha forti influenze amazzoniche come la Regione Nordest del Brasile.
Si distingue per l'uso preponderante di coriandolo, cipollotto, cumino in polvere, pepe nero e aceto.
Dalla parte indigena proviene il consumo di tapioca e manioca (in particolare la farina di manioca) e la preponderanza all'uso del pesce, dalla parte africana l'uso di vatapá, caruru, sarrabulho, faraona, latte di cocco e olio di palma.

## Riso
Il riso è un ingrediente importante nella cucina del Maranhão, grazie alla sua diffusa produzione sin dal periodo coloniale, e viene preparato in vari modi, ad esempio come porridge, torta o budino di riso; oppure condito con gamberetti, carne secca o fagioli.

## Pesce
Con 640 km di costa (la seconda più grande del paese), nella cucina è notevole la presenza di frutti di mare, come gamberi, sururu, sarnambi, granchi, siri e pesci come nasello, pesce pietra, pesce sega, piaba, snook, triglie, curimbatá, cernia, pesce gatto, cascudo, traíra, surubim e altri pesci d'acqua dolce e salata, che costituiscono l'identità della cucina del Maranhão.

## Farina di manioca

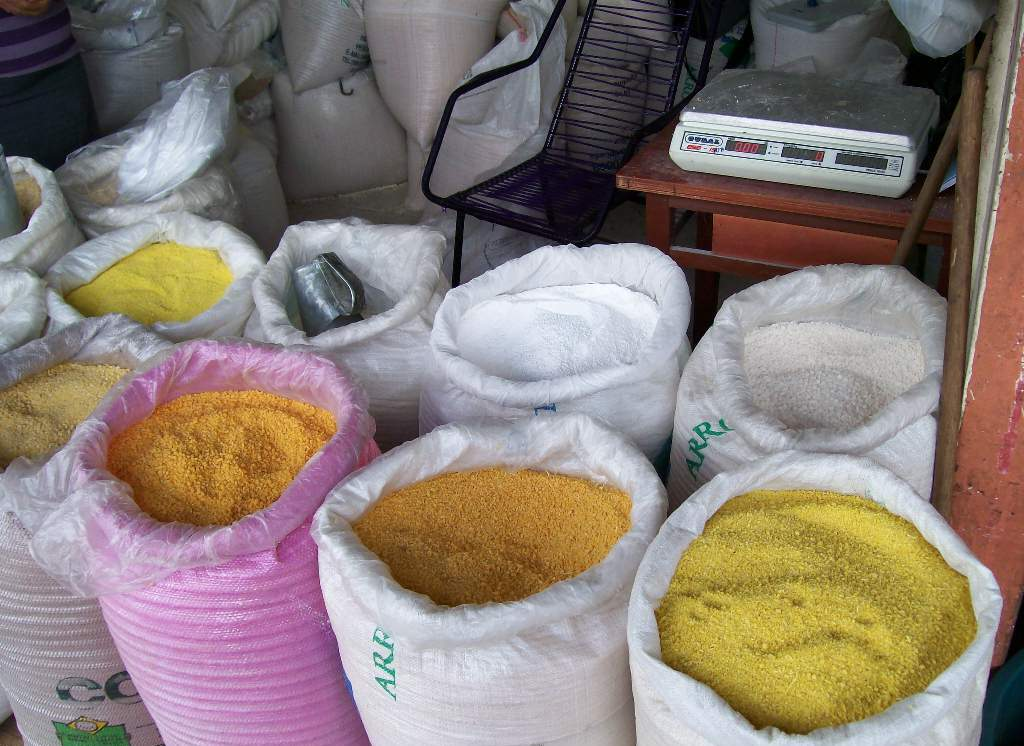
Vari tipi di farina di manioca venduti a Imperatriz (MA).

Un elemento importante della tavola del Maranhão è la farina di manioca, disponibile in diverse varietà e utilizzata come accompagnamento a diversi pasti:
- Farina d'acqua o di puba – La sua preparazione non contiene altri elementi. È ideale per tutti i tipi di alimenti.[1]
- Farina Biriba – prodotta a Pinheiro, con una croccantezza simile a quella di un cracker.[1]
- Farina Lavada – Il suo colore è bianco e non ha sapore. Durante la sua produzione, vengono rimosse tutte le "impurità" della manioca..[1]
- Farina de Farofa – preferito dai turisti perché ha un aspetto più sottile.[1]
- Farina Secca – Di colore bianco e raffinato, ideale per realizzare farofa.
- Farina dI Burro – fatto con il ghee.[1]
- Farina di cocco – con un forte sapore di cocco, ideale per alimenti secchi.[1]

## Bevande

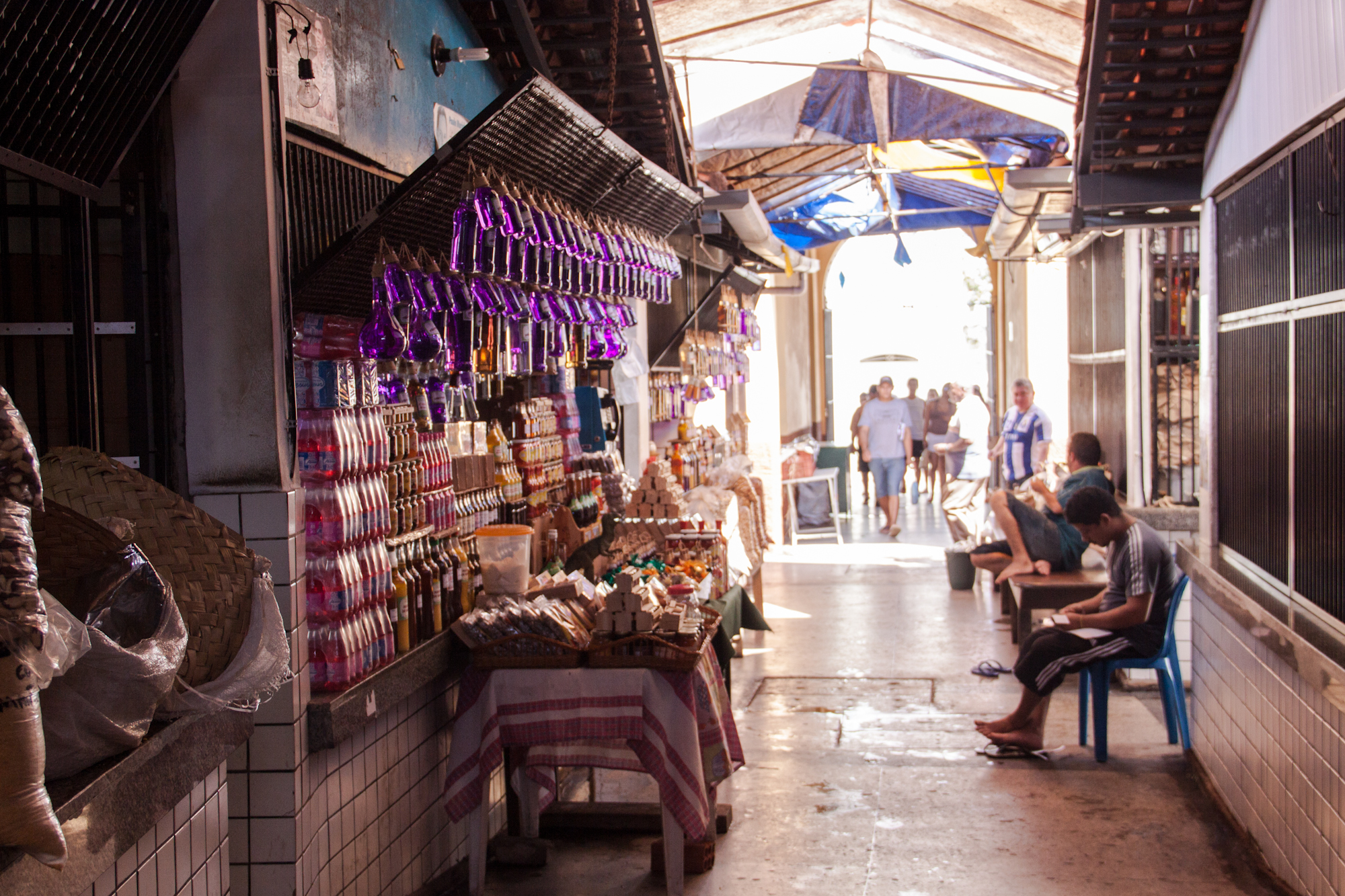
Tiquira venduta al mercato di Tulhas, a São Luís.

- Tiquira
- Succo di Açaí
- Succo di cupuaçu
- Succo di Bacuri
- Succo du anacardi
- Succo di acerola
- Succo di cajá
- Succo di graviola
- Succo di Murici
- Guaraná Jesus

## Piatti
- riso con la cuxá
- stufato
- sarrabulho
- trippa
- mocotó
- Carne essiccata
- pollo in salsa bruna